# Tuffi ai Giochi della XIV Olimpiade - Piattaforma femminile
La competizione della piattaforma femminile  di tuffi ai Giochi della XIV Olimpiade si è svolta il giorno dal 6 agosto 1948 alla Empire Pool a Londra.

## Risultati
6 tuffi, 4 obbligatori e 2 liberi dal piattaforme di 5 e 10 metri.
| Pos.    | Atleta                       | Nazione       | Punti |
| ------- | ---------------------------- | ------------- | ----- |
| Oro     | Victoria Manalo Draves       | Stati Uniti   | 68,87 |
| Argento | Patricia Elsener             | Stati Uniti   | 66,28 |
| Bronzo  | Birte Christoffersen-Hanson  | Danimarca     | 66,04 |
| 4       | Alma Staudinger              | Austria       | 64,59 |
| 5       | Juno Stover-Irwin            | Stati Uniti   | 62,63 |
| 6       | Nicole Péllissard-Darrigrand | Francia       | 61,07 |
| 7       | Eva Petersén                 | Svezia        | 59,86 |
| 8       | Inge Beeken                  | Danimarca     | 59,54 |
| 9       | Irén Zságot                  | Ungheria      | 56,62 |
| 10      | Lettice Bisbrown             | Gran Bretagna | 53,95 |
| 11      | Denise Newman                | Gran Bretagna | 53,50 |
| 12      | Maire Hider                  | Gran Bretagna | 52,31 |
| 13      | Inger Nordbø                 | Norvegia      | 51,55 |
| 14      | Rosa Gutiérrez               | Messico       | 41,88 |
| -       | Gudrun Grömer                | Austria       | Rit.  |